# Christoph Schönborn
ChristophSchönborn O.P. (Vlastislav, 22 de janeiro de 1945) é um frade austríaco, teólogo dominicano e, desde 1998, cardeal da Igreja Católica. Desde 2025 é o arcebispo emérito de Viena.
É também capelão da Ordem Austríaca do Tosão de Ouro, da qual é membro desde 1961. É membro da conhecida família dos condes de Schönborn, que teve muitos representantes ao longo dos séculos no mundo eclesiástico da Igreja Austríaca e da Cúria Romana.
Schönborn foi durante anos uma figura proeminente e considerado um dos candidatos elegíveis pelo seu espírito conservador mediado por um espírito reformador equilibrado que foi capaz de reunir bem as diferentes facções da Cúria Romana, além de ser conhecido pelas suas visões particularmente tolerantes, por suas habilidades diplomáticas  e abertura no diálogo. Em particular, ele é conhecido pela sua capacidade de mediar entre os conservadores e a ala mais reformista da Igreja Católica. Schönborn é conhecido no mundo católico principalmente por ter editado a última edição do Catecismo da Igreja Católica. Já aluno do Papa Bento XVI e seu confidente, aliado e amigo, o Papa definiu-o repetidamente como seu “filho espiritual” precisamente para sublinhar este vínculo entre eles. De acordo com o especialista do Vaticano, John L. Allen, Schönborn estava entre aqueles que mais pressionaram pela eleição de Joseph Ratzinger como papa no conclave de 2005. Nascido em Skalka, na Boêmia, e criado em Schruns, na fronteira com a Suíça, tem ancestrais de origem alemã, boêmia, tcheca, austríaca, húngara, italiana (tem ligações familiares com os Savoy-Carignano) e irlandesa. Apesar de ter estudado na França, foi professor em Freiburg durante anos e fala fluentemente, além de sua língua materna, alemão, inglês, italiano, espanhol, francês e latim.

## Biografia

### Família, juventude e educação

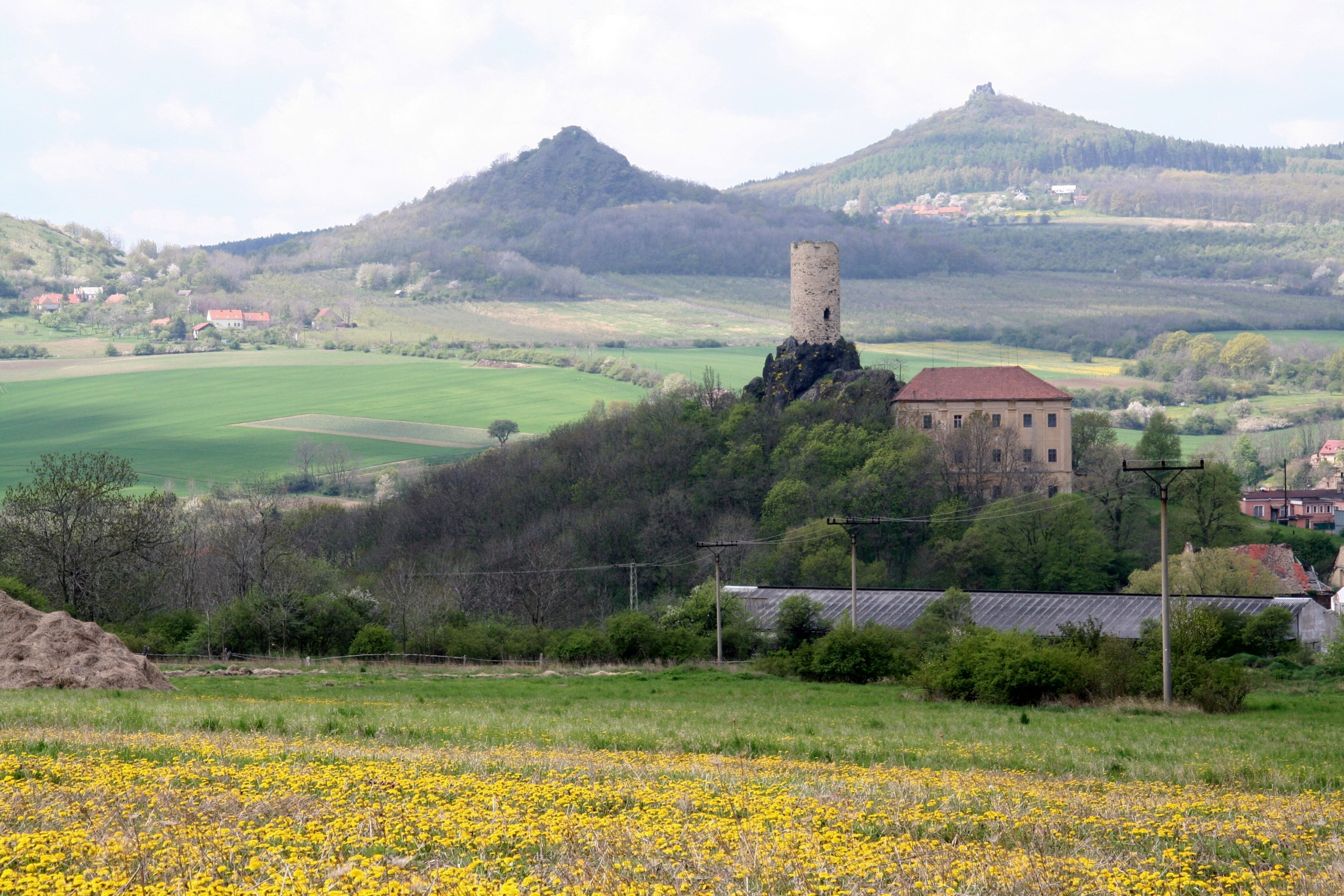
O Castelo de Skalka, local de nascimento de Schönborn

Christoph Maria Michael Hugo Damian Peter Adalbert Schönborn nasceu no Castelo de Skalka, a oeste do atual distrito de Litoměřice na BoÊmia (à época território dos Sudetos da Alemanha Nazista hoje parte da República Checa).
É o segundo filho do conde Hugo-Damian von Schönborn e da baronesa Eleonore Ottilie Hilda Maria von Doblhoff. Os Schönborn são uma antiga família nobre e católica da alta nobreza alemã da Europa Central, que já deu à Igreja inúmeras figuras importantes, incluindo os arcebispos e bispos Lothar Franz von Schönborn, Johann Philipp Franz von Schönborn, Friedrich Karl von Schönborn-Buchheim , Franz Georg von Schönborn-Buchheim e até dois cardeais, na pessoa de Damian Hugo Philipp von Schönborn Bushein e Franziskus von Paula Schönborn. Eles também estão entre os construtores mais importantes do Barroco do Sul da Alemanha. Mais de cem igrejas foram construídas pelos Schönborn, também importantes palácios episcopais, mosteiros e hospitais. Christoph Schönborn é descendente direto da Duquesa da Boêmia Ludmilla..
A sua família também possui ligações com várias famílias europeias, como os Bohemian Lobkowicz, os Chotek, os Wurmbrand-Stuppach, os Kolowrat-Krakowski, os Schwarzenberg, os Thun und Hohenstein e os Clam-Martinic, ou famílias húngaras como os Széchenyi e os Batthyány, ou mesmo famílias governantes como os Savoy-Carignano (através de Gabriella de Savoy-Carignano (1748-1828), filha do príncipe Luigi Vittorio de Savoy-Carignano) e os Hohenzollern-Hechingen. Schönborn também é descendente dos astrônomos Joseph Johann Littrow e Karl Ludwig von Littrow, bem como do pioneiro do feminismo europeu Auguste von Littrow. Ele também é descendente da irlandesa Lady Selina Meade (1797-1872), filha de Richard Meade, segundo conde de Clanwilliam (1766-1805), que mais tarde se casou com o conde de Clam-Martinic. Christoph Schönborn é também bisneto de Sophie Chotek von Chotkowa, duquesa de Hohenberg, esposa do arquiduque Francisco Ferdinando de Habsburgo-Este, que foi assassinado com ela em Sarajevo no trágico episódio que deu início à Primeira Guerra Mundial. Através de alguns dos seus antepassados de um ramo da dinastia Romana Colonna que se mudou para a Boémia, ele também descende de alguns papas da era medieval.
Christoph nasceu em 22 de janeiro de 1945 no Castelo Skalka. O Cardeal Schönborn tem dois irmãos (um mais velho e um mais novo) e uma irmã. A família Schönborn, embora de origem boémia, decidiu mudar-se permanentemente para a Áustria quando Christoph tinha apenas nove meses de idade porque, após a retirada das forças alemãs da Checoslováquia e o fim da Segunda Guerra Mundial, a população local de língua alemã foi fortemente perseguida. pelo novo governo (especialmente a aristocracia), sob a liderança de Edvard Beneš e do regime stalinista. Seus pais se divorciaram e o pequeno Christoph cresceu em Schruns, no oeste da Áustria, a pouca distância da fronteira com o cantão suíço de Grisões, onde iniciou seus estudos, continuando-os depois em Bludenz, em Vorarlberg. Criado como mencionado em Vorarlberg, Schönborn fala o dialeto Vorarlberg Alemannic, bem como o alemão suíço, além de seu alemão nativo. Além disso, ele fala fluentemente francês e italiano, inglês, espanhol, latim.

### O início de sua carreira eclesiástica e docente

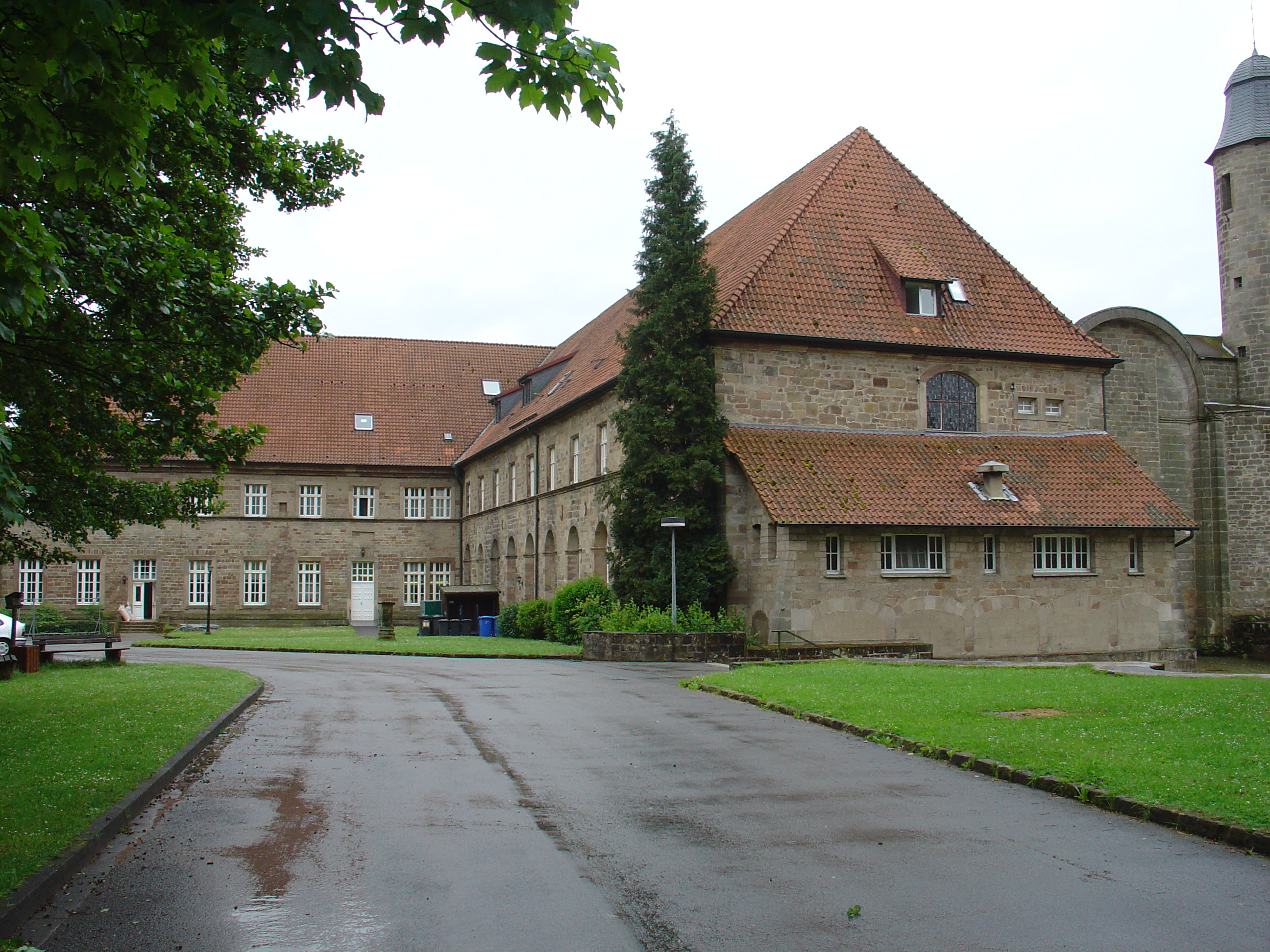
O convento dominicano em Warburg, perto de Bonn, onde Schönborn ingressou após terminar o ensino médio

Depois de terminar o ensino médio, Schönborn ingressou na Ordem dos Pregadores (Dominicanos) em Warburg, perto de Bonn, em 1963. Continuou então os estudos de filosofia e psicologia em Viena, os de teologia católica em Bornheim-Walberberg e em Paris no Instituto Católico de Teologia e na Sorbonne, graduando-se em teologia em 1971 e obtendo o doutorado na mesma disciplina em 1974. Na Sorbonne Schönborn especializou-se em Cristianismo Eslavo e Bizantino. Durante seus estudos conheceu Joseph Ratzinger em Regensburg. Entretanto, em 27 de dezembro de 1970, foi ordenado sacerdote em Viena pelo Cardeal Franz König.
Schönborn já esteve envolvido no ministério estudantil em Graz entre 1973 e 1975. A partir de 1975, Schönborn lecionou como professor convidado e depois como professor catedrático de dogmática católica e a partir de 1978 de teologia do Oriente cristão na Universidade de Friburgo, na Suíça.
Em 1980, Schönborn foi nomeado membro da Comissão Teológica Internacional da Santa Sé e da Fundação Pro Oriente em 1984. Em 1987 tornou-se secretário da comissão para a redação do Catecismo da Igreja Católica, sendo, portanto, um colaborador próximo de Joseph Ratzinger.
Na década de 1980, Schönborn também foi chamado a fazer parte de inúmeras outras comissões de especialistas: a comissão teológica da Conferência Episcopal Suíça (1980-1991), a comissão suíça para o diálogo entre católicos e ortodoxos (1980-1987) e a comissão para o diálogo. com outros cristãos (1980-1984).

### O episcopado e o cardinalato
Em 1991, o Papa João Paulo II nomeou-o bispo titular de Sutri e bispo auxiliar de Viena. A ordenação episcopal ocorreu em 29 de setembro de 1991 na Catedral de Santo Estêvão, em Viena. Em 11 de abril de 1995 foi nomeado bispo coadjutor da arquidiocese de Viena e nesse mesmo ano foi chamado para suceder Hans Hermann Groër como arcebispo após a renúncia deste último.
Em 29 de junho de 1996, Schönborn (que havia pregado os exercícios espirituais no Vaticano na primavera do mesmo ano) recebeu o pálio, símbolo dos metropolitas, do Papa João Paulo II. Em 1998 foi criado cardeal com o título de Jesus Divino Trabalhador.
Em 1998 foi nomeado presidente da Conferência Episcopal Austríaca, da qual já era vice-presidente desde 1996. Foi reconfirmado neste cargo em 10 de novembro de 2004, 19 de novembro de 2010 e 8 de novembro de 2016. Considerado um dos elegíveis para o papado após a morte do Papa João Paulo II, se excluirmos o elemento desfavorável da sua tenra idade, o Cardeal Schönborn participou como eleitor no conclave de 2005 e esteve entre aqueles que pressionaram particularmente pela eleição do Papa Bento XVI.
Em 2011 celebrou pessoalmente o funeral solene de Otão de Habsburgo-Lorena, último filho sobrevivente do último imperador da Áustria, Carlos I, cuja causa de beatificação apoiou, concluída em 2004.
Em 18 de setembro de 2012 foi nomeado padre sinodal da XIII Assembleia Geral Ordinária do Sínodo dos Bispos.
Em 15 de janeiro de 2014, o Papa Francisco nomeou-o membro da Comissão Cardeal de Supervisão do I.O.R.
Schönborn também é atualmente Ordinário da Áustria para os fiéis de rito oriental e um reconhecido especialista no Cristianismo Oriental. É também membro das Congregações Vaticanos para as Igrejas Orientais, para a Doutrina da Fé e para a Formação Católica e do Pontifício Conselho para a Cultura, bem como da Pontifícia Comissão para o Património Cultural.
Em 22 de janeiro de 2025, quando completou 80 anos de idade, teve sua renúncia aceita pelo Papa Francisco.

## A teologia de Christoph Schönborn
Teólogo muito culto e bom pregador, poliglota (também fala italiano), é um crente convicto da dimensão universal da Igreja. Ele é considerado um conservador. No entanto, ele é uma pessoa capaz de chamar as coisas pelo seu nome e de ser crítico até mesmo para com os líderes da Igreja, como demonstrou no grave escândalo do seminário de Sankt Pölten.

### Posição sobre a teoria da evolução

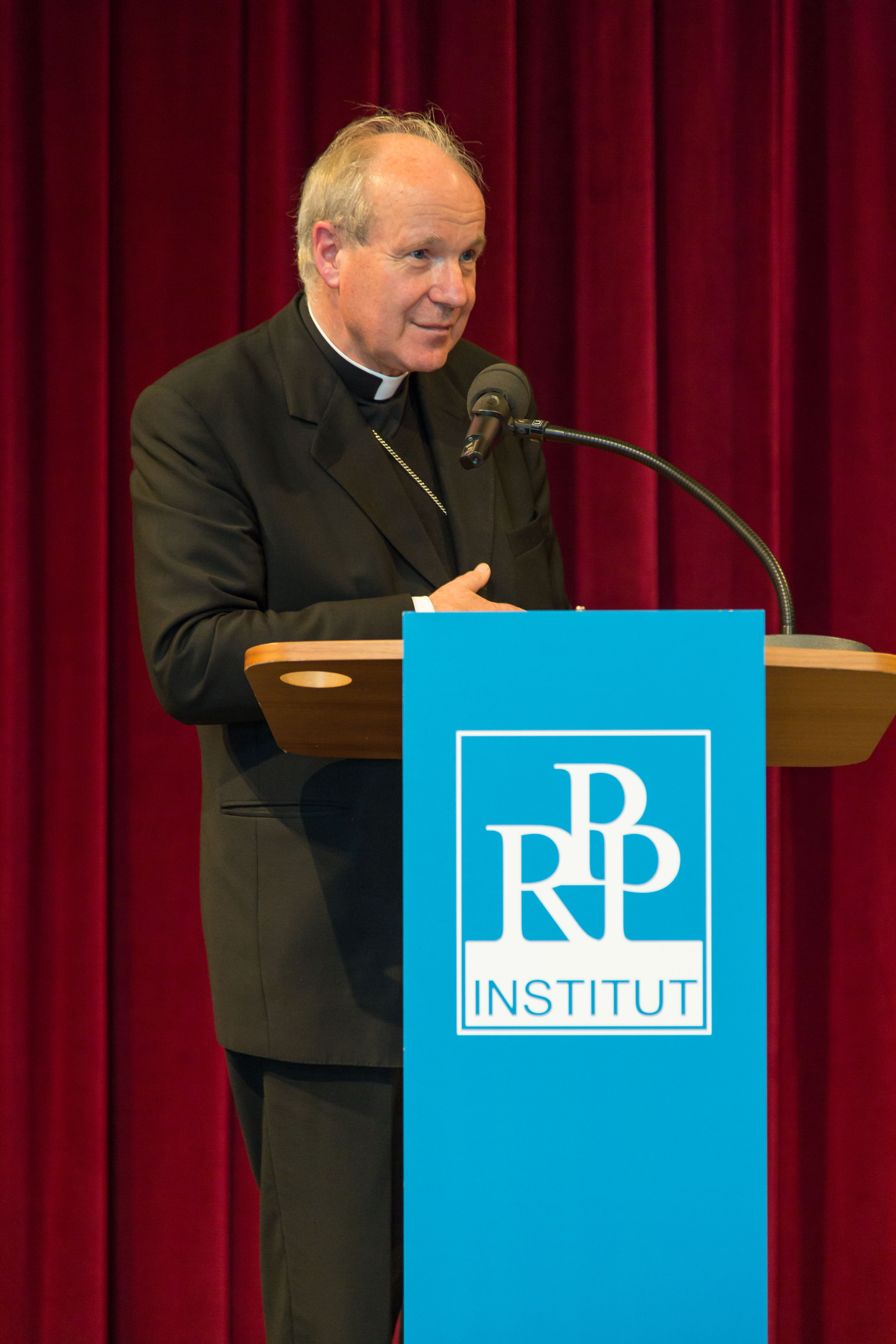
Cardeal Schönborn em uma conferência em 2013

Já em 1996, o Papa João Paulo II afirmou que a evolução (um termo cuja definição ele, no entanto, não especificou) era mais do que uma hipótese.
No entanto, o texto de Schönborn publicado em 7 de julho de 2005 no New York Times, no qual expressava sua posição sobre a teoria da evolução, despertou irritação.
Em sua entrevista, Schönborn define a teoria da evolução, que faz do acaso um componente essencial da evolução, uma ideologia, pois, segundo Schönborn, esta teoria coloca o acaso como se fosse um dogma, excluindo a priori qualquer papel de Deus. da evolução não seria – como qualquer outra teoria em geral que não reconhece o plano divino na evolução – científica; constituiria de facto uma abdicação da inteligência.
Citação: «A evolução no sentido de ancestralidade comum pode ser verdadeira, mas a evolução no sentido neodarwinista – um processo não guiado e não planeado de variação aleatória e seleção natural – não o é. Qualquer sistema de pensamento que negue ou procure explicar as evidências esmagadoras do design na biologia é ideologia, não ciência.» escreveu: «(Cristoph Schönborn, New York Times, 7 de julho de 2005)»

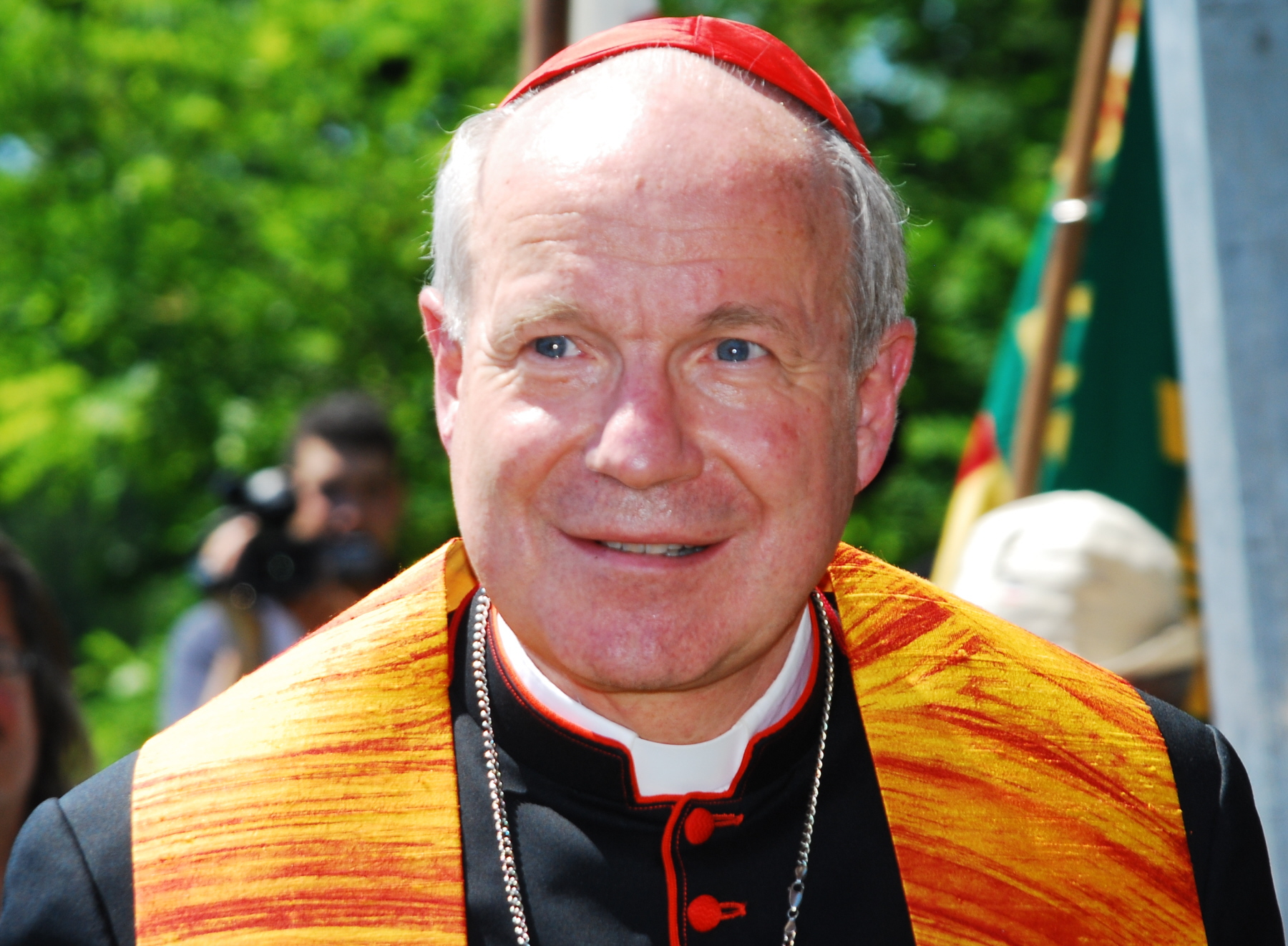
Cardeal Schönborn na consagração da cruz papal no Parque Danúbio, em Viena, 2012

Para Schönborn, porém, a evolução também é reconhecida como um design inteligente, ou seja, um plano finalizado. Schönborn deixa em aberto no seu artigo a questão de como a sua fé num plano, isto é, numa evolução da vida guiada por Deus, é compatível com o conceito científico de falsificabilidade.
Na verdade, Schönborn indicou expressamente que é indubitável que ocorreu uma evolução não-darwiniana, apenas que o factor determinante não é o acaso, mas o plano divino. Indicou, entre as obras científicas que fundamentariam sua tese, o livro do físico vienense Walter Thirring Kosmische Impressionen - Gottes Spuren in den Naturgesetzen ("Impressões cósmicas, traços de Deus nas leis naturais").
No mesmo artigo, Schönborn também rejeita a hipótese cosmológica do multiverso, desenvolvida como alternativa às interpretações religioso-teológicas do princípio antrópico desenvolvidas nos últimos anos.
Numa leitura catequética na Catedral de Santo Estêvão, em 2 de setembro de 2005, o Cardeal Schönborn deixou claro que reconhece a grande contribuição de Charles Darwin e o progresso indubitável da ciência. A ciência e a fé, porém, respondem a questões diferentes e não têm necessariamente de entrar em conflito, se as diferentes visões da realidade forem respeitadas.
Sobre estes temas o cardeal escreveu também um livro intitulado: “Acaso ou desígnio? Evolução e criação segundo uma fé razoável”.

### Diálogo inter-religioso
Schönborn é membro do Instituto Inter-religioso Elijah para o diálogo inter-religioso entre os povos, ao qual sempre se declarou muito aberto e disponível.
O Cardeal Schönborn disse repetidamente que está disponível para um diálogo inter-religioso com o Judaísmo, mas também defendeu no semanário inglês The Tablet  o uso da oração Oremus et pro perfidis Judaeis da Sexta-Feira Santa Cristã, citando justificativas para o uso desta oração a partir do século VI o que está contido no Evangelho, ou seja, as palavras que o próprio Jesus dirigiu aos apóstolos, incumbindo-os de anunciar a sua Palavra a todas as nações, a partir de Jerusalém (Lc 24,47). Embora algumas organizações judaicas considerem esta oração uma afronta pessoal, o Cardeal Schönborn reiterou várias vezes a importância da “continuação e intensificação do diálogo judaico-cristão” e em 2012, como prova disso, enviou uma carta à comunidade judaica austríaca em onde ele expressou sua dissidência e seu choque com a profanação de 43 túmulos na parte judaica do Cemitério Central de Viena.

#### Islã e catolicismo

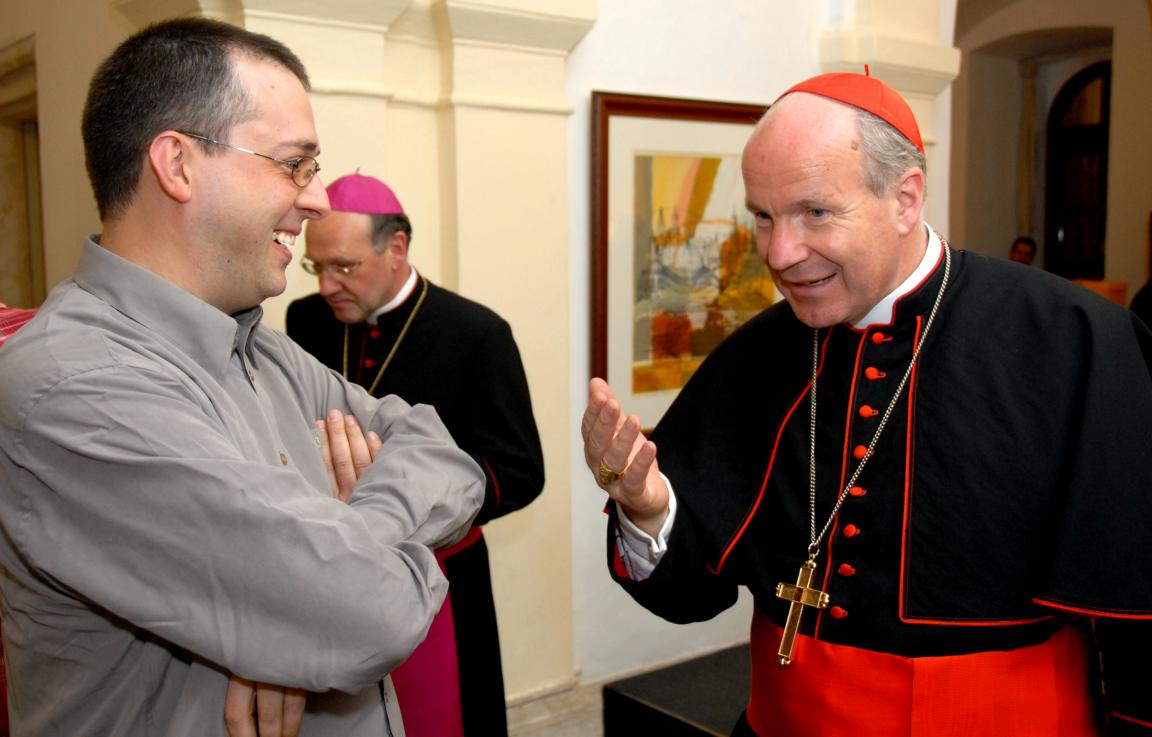
Cardeal Schönborn em Jerusalém em 2007

Schönborn declarou-se repetidamente disposto a empreender um diálogo religioso construtivo entre a Igreja Católica e o Islão. Em qualquer caso, disse ser contra a ideia da “conquista islâmica da Europa” promovida por alguns grupos extremistas.

#### Igreja Ortodoxa e Catolicismo
Schönborn afirmou que as diferenças teológicas entre a Igreja Católica e as igrejas Ortodoxas Orientais poderiam ser resolvidas se as duas confissões religiosas estivessem dispostas a iniciar um diálogo que deixasse de lado as diferenças teológicas que surgiram no passado.

### VIH/SIDA e o uso de preservativos
Em 1996, Schönborn deu uma entrevista à televisão austríaca na qual declarou que quem sofre de SIDA poderia usar o preservativo como um "mal menor", tendo o cuidado de responder pouco depois que "ninguém pode dizer que o uso do preservativo é ideal em relações sexuais."

### Mozart, Catolicismo e Maçonaria
Segundo Erich Leitenberger, então porta-voz da Conferência Episcopal Austríaca, o cardeal acredita que Wolfgang Amadeus Mozart, um músico simbólico da Áustria e um dos seus favoritos, embora fosse um maçom convicto, era também um verdadeiro católico.

## Aspectos polêmicos
Em 2009, o arcebispo visitou Međugorje, local das alegadas aparições de Nossa Senhora, despertando a preocupação do bispo local Ratko Perić, que é contra o fenómeno. Numa declaração posterior, Schönborn afirmou a natureza privada da sua peregrinação e que este facto não implica uma posição tomada pelo arcebispo sobre a veracidade das aparições em curso.
A sua escolha de confirmar a decisão tomada pelo conselho pastoral da paróquia de Stützenhofen, que elegeu como seu chefe uma pessoa assumidamente homossexual, causou alvoroço em 2013, suscitando a reacção do pároco que pediu a sua intervenção. Às reações subsequentes dos grupos tradicionalistas relativamente à sua abertura, Schönborn respondeu que via naquela pessoa “um homem humilde e de grande fé” e por isso decidiu confirmar a sua eleição.No entanto, é importante notar que ele não foi uma legitimação da homossexualidade, mas uma tentativa de assistência pastoral não discriminatória e inclusiva aos homossexuais, em linha com a posição da Igreja.
Assim como as suas palavras de agradecimento a Conchita Wurst que representou a Áustria no Festival Eurovisão da Canção 2014 em Copenhaga, Dinamarca, vencendo o concurso de canto, suscitaram espanto, perplexidade e polémica, afirmando que a artista:
"Ele trouxe para o centro das atenções uma grande questão, uma questão real, especialmente para pessoas como Wurst, forçadas a sofrer injustiça, discriminação e maldade. Estou feliz que Thomas Neuwirth com seu nome artístico Conchita Wurst tenha tido tanto sucesso."

## Ordenações

### Ordenações presbíteros
- Stephan Turnovszky (1998)

### Ordenações episcopais
O Cardeal Schönborn foi o principal sagrante dos seguintes bispos:
- Alois Schwarz (1997)
- Ludwig Schwarz, S.D.B. (2001)
- Georges Cottier, O.P. † (2003)
- Franz Scharl (2006)
- Stephan Turnovszky (2008)
- Ägidius Johann Zsifkovics (2010)

E foi consagrante de:
- Anton Leichtfried (2007)
- Benno Elbs (2013)
- Werner Freistetter (2015)

## Conclaves
- Conclave de 2005 - participou da eleição de Joseph Ratzinger como Papa Bento XVI.
- Conclave de 2013 - participou da eleição de Jorge Mario Bergoglio como Papa Francisco.

## Livros publicados em Portugal
- A alegria de ser padre, Edições Paulinas, 2010, Lisboa
- Acaso ou vontade de Deus?, Aletheia Editores, 2010, Lisboa;